# Bilan saison par saison des Rockets de Houston

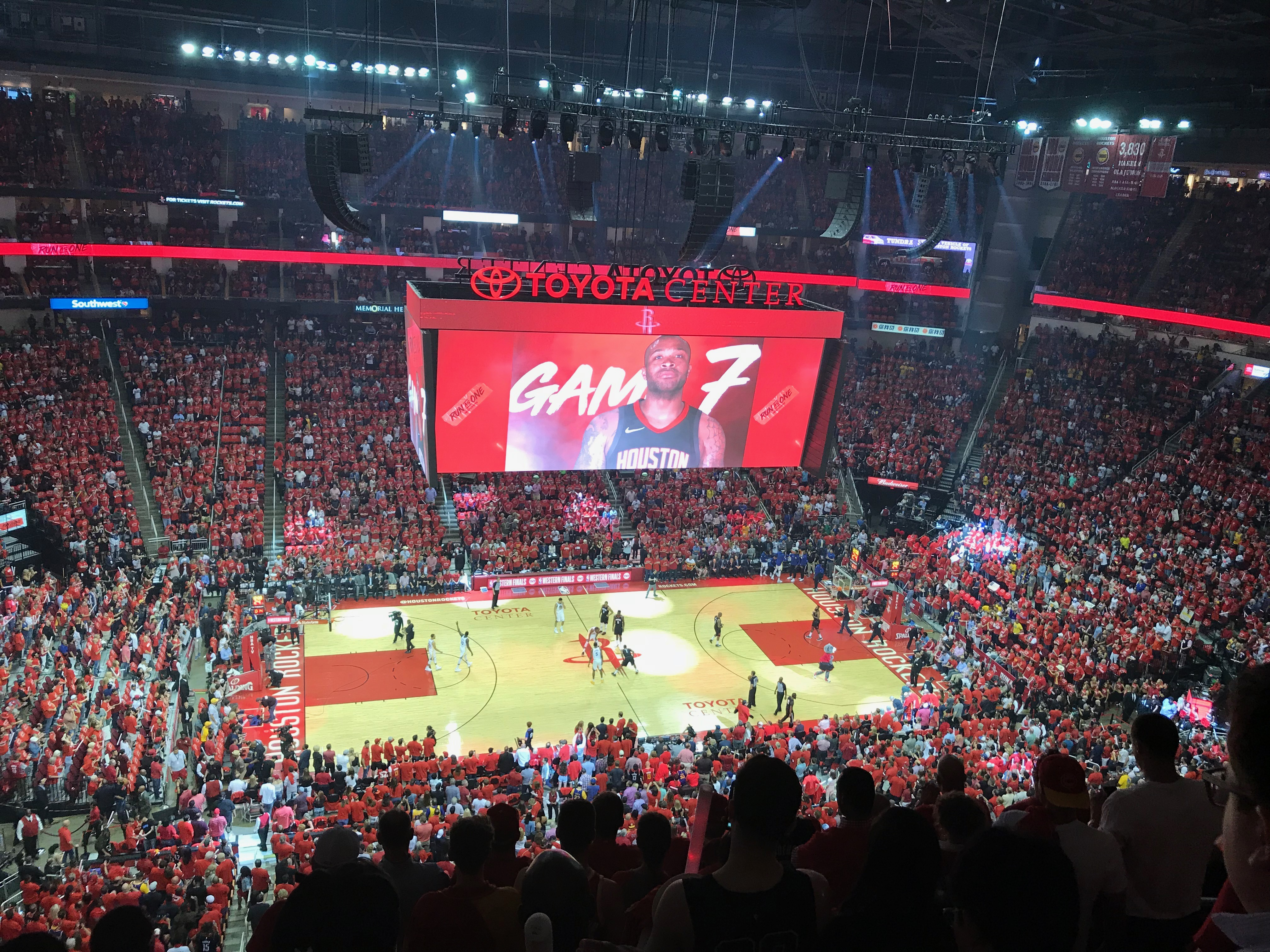
Le Toyota Center est l'arène des Rockets.

Le tableau suivant est un bilan saison par saison des Rockets de Houston avec les performances réalisées par la franchise depuis sa création en 1967.
| Saison            | Équipe           | Conférence       | Conférence       | Division         | Division         | Saison régulière | Saison régulière | Saison régulière | Playoffs | Entraîneur principal           | Réf.         |
| Saison            | Équipe           | Conférence       | Conférence       | Division         | Division         | V                | D                | PCT              | Playoffs | Entraîneur principal           | Réf.         |
| ----------------- | ---------------- | ---------------- | ---------------- | ---------------- | ---------------- | ---------------- | ---------------- | ---------------- | --- | ------------------------------ | ------------ |
| San Diego Rockets |                  |                  |                  |                  |                  |                  |                  |                  | |                                |              |
| 1967-68           | 1967-68          | —                | —                | Ouest            | 6e               | 15               | 67               | 18,3%            | - | Jack McMahon                   | [ 1 ]        |
| 1968-69           | 1968-69          | —                | —                | Ouest            | 4e               | 37               | 45               | 46,1%            | Défaite en demi-finale de division (Atlanta, 2-4) | Jack McMahon                   | [ 2 ]        |
| 1969-70           | 1969-70          | —                | —                | Ouest            | 7e               | 27               | 55               | 32,9%            | - | Jack McMahon Alex Hannum       | [ 3 ]        |
| 1970-71           | 1970-71          | Ouest            | 7e               | Pacifique        | 3e               | 40               | 42               | 48,8%            | - | Alex Hannum                    | [ 4 ]        |
| Houston Rockets   |                  |                  |                  |                  |                  |                  |                  |                  | |                                |              |
| 1971-72           | 1971-72          | Ouest            | 7e               | Pacifique        | 4e               | 34               | 48               | 41,5%            | - | Tex Winter                     | [ 5 ]        |
| 1972-73           | 1972-73          | Est              | 5e               | Centrale         | 3e               | 33               | 49               | 40,2%            | - | Tex Winter Johnny Egan         | [ 6 ]        |
| 1973-74           | 1973-74          | Est              | 6e               | Centrale         | 3e               | 32               | 50               | 39,0%            | - | Johnny Egan                    | [ 7 ]        |
| 1974-75           | 1974-75          | Est              | 4e               | Centrale         | 2e               | 41               | 41               | 50,0%            | Victoire au premier tour (New York, 2-1) Défaite en demi-finale de conférence (Boston, 1-4)                                                                                                 | Johnny Egan                    | [ 8 ]        |
| 1975-76           | 1975-76          | Est              | 6e               | Centrale         | 3e               | 40               | 42               | 48,8%            | - | Johnny Egan                    | [ 9 ]        |
| 1976-77           | 1976-77          | Est              | 2e               | Centrale         | 1er              | 49               | 33               | 59,8%            | Victoire en demi-finale de conférence (Washington, 4-2) Défaite en finale de conférence (Philadelphie, 2-4)                                                                                 | Tom Nissalke                   | [ 10 ]       |
| 1977-78           | 1977-78          | Est              | 9e               | Centrale         | 6e               | 28               | 54               | 34,1%            | - | Tom Nissalke                   | [ 11 ]       |
| 1978-79           | 1978-79          | Est              | 4e               | Centrale         | 2e               | 47               | 35               | 57,3%            | Défaite au premier tour (Atlanta, 0-2) | Tom Nissalke                   | [ 12 ]       |
| 1979-80           | 1979-80          | Est              | 4e               | Centrale         | 2e               | 41               | 41               | 50,0%            | Victoire au premier tour (San Antonio, 2-1) Défaite en demi-finale de conférence (Boston, 0-4)                                                                                              | Del Harris                     | [ 13 ]       |
| 1980-81           | 1980-81          | Ouest            | 6e               | Midwest          | 3e               | 40               | 42               | 48,8%            | Victoire au premier tour (L.A. Lakers, 2-1) Victoire en demi-finale de conférence (San Antonio, 4-3) Victoire en finale de conférence (Sacramento, 4-1) Défaite en finale NBA (Boston, 2-4) | Del Harris                     | [ 14 ]       |
| 1981-82           | 1981-82          | Ouest            | 6e               | Midwest          | 3e               | 46               | 36               | 56,1%            | Défaite au premier tour (Seattle, 1-2) | Del Harris                     | [ 15 ]       |
| 1982-83           | 1982-83          | Ouest            | 12e              | Midwest          | 6e               | 14               | 68               | 17,1%            | - | Del Harris                     | [ 16 ]       |
| 1983-84           | 1983-84          | Ouest            | 12e              | Midwest          | 6e               | 29               | 53               | 35,4%            | - | Bill Fitch                     | [ 17 ]       |
| 1984-85           | 1984-85          | Ouest            | 3e               | Midwest          | 2e               | 48               | 34               | 58,5%            | Défaite au premier tour (Utah, 2-3) | Bill Fitch                     | [ 18 ]       |
| 1985-86           | 1985-86          | Ouest            | 2e               | Midwest          | 1er              | 51               | 31               | 62,2%            | Victoire au premier tour (Sacramento, 3-0) Victoire en demi-finale de conférence (Denver, 4-2) Victoire en finale de conférence (L.A. Lakers, 4-1) Défaite en finale NBA (Boston, 2-4)      | Bill Fitch                     | [ 19 ]       |
| 1986-87           | 1986-87          | Ouest            | 6e               | Midwest          | 3e               | 42               | 40               | 51,2%            | Victoire au premier tour (Portland, 3-1) Défaite en demi-finale de conférence (Seattle, 2-4)                                                                                                | Bill Fitch                     | [ 20 ]       |
| 1987-88           | 1987-88          | Ouest            | 6e               | Midwest          | 4e               | 46               | 36               | 56,1%            | Défaite au premier tour (Dallas, 1-3) | Bill Fitch                     | [ 21 ]       |
| 1988-89           | 1988-89          | Ouest            | 5e               | Midwest          | 2e               | 45               | 37               | 54,9%            | Défaite au premier tour (Seattle, 1-3) | Don Chaney                     | [ 22 ]       |
| 1989-90           | 1989-90          | Ouest            | 8e               | Midwest          | 5e               | 41               | 41               | 50,0%            | Défaite au premier tour (L.A. Lakers, 1-3) | Don Chaney                     | [ 23 ]       |
| 1990-91           | 1990-91          | Ouest            | 6e               | Midwest          | 3e               | 52               | 30               | 63,4%            | Défaite au premier tour (L.A. Lakers, 0-3) | Don Chaney                     | [ 24 ]       |
| 1991-92           | 1991-92          | Ouest            | 9e               | Midwest          | 3e               | 42               | 40               | 51,2%            | - | Don Chaney Rudy Tomjanovich    | [ 25 ]       |
| 1992-93           | 1992-93          | Ouest            | 2e               | Midwest          | 1er              | 55               | 27               | 67,1%            | Victoire au premier tour (L.A. Clippers, 3-2) Défaite en demi-finale de conférence (Seattle, 3-4)                                                                                           | Rudy Tomjanovich               | [ 26 ]       |
| 1993-94           | 1993-94          | Ouest            | 2e               | Midwest          | 1er              | 58               | 24               | 70,7%            | Victoire au premier tour (Portland, 3-1) Victoire en demi-finale de conférence (Phoenix, 4-3) Victoire en finale de conférence (Utah, 4-1) Victoire en finale NBA (New York, 4-3)           | Rudy Tomjanovich               | [ 27 ]       |
| 1994-95           | 1994-95          | Ouest            | 6e               | Midwest          | 3e               | 47               | 35               | 57,3%            | Victoire au premier tour (Utah, 3-2) Victoire en demi-finale de conférence (Phoenix, 4-3) Victoire en finale de conférence (San Antonio, 4-2) Victoire en finale NBA (Orlando, 4-0)         | Rudy Tomjanovich               | [ 28 ]       |
| 1995-96           | 1995-96          | Ouest            | 5e               | Midwest          | 3e               | 48               | 34               | 58,5%            | Victoire au premier tour (L.A. Lakers, 3-1) Défaite en demi-finale de conférence (Seattle, 0-4)                                                                                             | Rudy Tomjanovich               | [ 29 ]       |
| 1996-97           | 1996-97          | Ouest            | 3e               | Midwest          | 2e               | 57               | 25               | 69,5%            | Victoire au premier tour (Minnesota, 3-0) Victoire en demi-finale de conférence (Seattle, 4-3) Défaite en finale de conférence (Utah, 2-4)                                                  | Rudy Tomjanovich               | [ 30 ]       |
| 1997-98           | 1997-98          | Ouest            | 8e               | Midwest          | 4e               | 41               | 41               | 50,0%            | Défaite au premier tour (Utah, 2-3) | Rudy Tomjanovich               | [ 31 ]       |
| 1998-99           | 1998-99          | Ouest            | 5e               | Midwest          | 3e               | 31               | 19               | 62,0%            | Défaite au premier tour (L.A. Lakers, 1-3) | Rudy Tomjanovich               | [ 32 ]       |
| 1999-00           | 1999-00          | Ouest            | 11e              | Midwest          | 6e               | 34               | 48               | 41,5%            | - | Rudy Tomjanovich               | [ 33 ]       |
| 2000-01           | 2000-01          | Ouest            | 9e               | Midwest          | 5e               | 45               | 37               | 54,9%            | - | Rudy Tomjanovich               | [ 34 ]       |
| 2001-02           | 2001-02          | Ouest            | 11e              | Midwest          | 5e               | 28               | 54               | 34,1%            | - | Rudy Tomjanovich               | [ 35 ]       |
| 2002-03           | 2002-03          | Ouest            | 9e               | Midwest          | 5e               | 43               | 39               | 52,4%            | - | Rudy Tomjanovich               | [ 36 ]       |
| 2003-04           | 2003-04          | Ouest            | 7e               | Midwest          | 5e               | 45               | 37               | 54,9%            | Défaite au premier tour (L.A. Lakers, 1-4) | Jeff Van Gundy                 | [ 37 ]       |
| 2004-05           | 2004-05          | Ouest            | 5e               | Sud-Ouest        | 3e               | 51               | 31               | 62,2%            | Défaite au premier tour (Dallas, 3-4) | Jeff Van Gundy                 | [ 38 ]       |
| 2005-06           | 2005-06          | Ouest            | 12e              | Sud-Ouest        | 5e               | 34               | 48               | 41,5%            | - | Jeff Van Gundy                 | [ 39 ]       |
| 2006-07           | 2006-07          | Ouest            | 5e               | Sud-Ouest        | 3e               | 52               | 30               | 63,4%            | Défaite au premier tour (Utah, 3-4) | Jeff Van Gundy                 | [ 40 ]       |
| 2007-08           | 2007-08          | Ouest            | 5e               | Sud-Ouest        | 3e               | 55               | 27               | 67,1%            | Défaite au premier tour (Utah, 2-4) | Rick Adelman                   | [ 41 ]       |
| 2008-09           | 2008-09          | Ouest            | 5e               | Sud-Ouest        | 2e               | 53               | 29               | 64,6%            | Victoire au premier tour (Portland, 4-2) Défaite en demi-finale de conférence (L.A. Lakers, 3-4)                                                                                            | Rick Adelman                   | [ 42 ]       |
| 2009-10           | 2009-10          | Ouest            | 9e               | Sud-Ouest        | 3e               | 42               | 40               | 51,2%            | - | Rick Adelman                   | [ 43 ]       |
| 2010-11           | 2010-11          | Ouest            | 9e               | Sud-Ouest        | 5e               | 43               | 39               | 52,4%            | - | Rick Adelman                   | [ 44 ]       |
| 2011-12           | 2011-12          | Ouest            | 9e               | Sud-Ouest        | 4e               | 34               | 32               | 51,5%            | - | Kevin McHale                   | [ 45 ]       |
| 2012-13           | 2012-13          | Ouest            | 8e               | Sud-Ouest        | 3e               | 45               | 37               | 54,9%            | Défaite au premier tour (Oklahoma City, 2-4) | Kevin McHale                   | [ 46 ]       |
| 2013-14           | 2013-14          | Ouest            | 4e               | Sud-Ouest        | 2e               | 54               | 28               | 65,9%            | Défaite au premier tour (Portland, 2-4) | Kevin McHale                   | [ 47 ]       |
| 2014-15           | 2014-15          | Ouest            | 2e               | Sud-Ouest        | 1er              | 56               | 26               | 68,3%            | Victoire au premier tour (Dallas, 4-1) Victoire en demi-finale de conférence (L.A. Clippers, 4-3) Défaite en finale de conférence (Golden State, 1-4)                                       | Kevin McHale                   | [ 48 ]       |
| 2015-16           | 2015-16          | Ouest            | 8e               | Sud-Ouest        | 4e               | 41               | 41               | 50,0%            | Défaite au premier tour (Golden State, 1-4) | Kevin McHale J. B. Bickerstaff | [ 49 ]       |
| 2016-17           | 2016-17          | Ouest            | 3e               | Sud-Ouest        | 2e               | 55               | 27               | 67,1%            | Victoire au premier tour (Oklahoma City, 4-1) Défaite en demi-finale de conférence (San Antonio, 2-4)                                                                                       | Mike D'Antoni                  | [ 50 ]       |
| 2017-18           | 2017-18          | Ouest            | 1er              | Sud-Ouest        | 1er              | 65               | 17               | 79,3%            | Victoire au premier tour (Minnesota, 4-1) Victoire en demi-finale de conférence (Utah, 4-1) Défaite en finale de conférence (Golden State, 3-4)                                             | Mike D'Antoni                  | [ 51 ]       |
| 2018-19           | 2018-19          | Ouest            | 4e               | Sud-Ouest        | 1er              | 53               | 29               | 64,6%            | Victoire au premier tour (Utah, 4-1) Défaite en demi-finale de conférence (Golden State, 2-4)                                                                                               | Mike D'Antoni                  | [ 52 ]       |
| 2019-20           | 2019-20          | Ouest            | 4e               | Sud-Ouest        | 1er              | 44               | 28               | 61,1%            | Victoire au premier tour (Oklahoma City, 4-3) Défaite en demi-finale de conférence (L.A. Lakers, 1-4)                                                                                       | Mike D'Antoni                  | [ 53 ]       |
| 2020-21           | 2020-21          | Ouest            | 15e              | Sud-Ouest        | 5e               | 17               | 55               | 23,6%            | - | Stephen Silas                  | [ 54 ]       |
| 2021-22           | 2021-22          | Ouest            | 15e              | Sud-Ouest        | 5e               | 20               | 62               | 24,4%            | - | Stephen Silas                  | [ 55 ]       |
| 2022-23           | 2022-23          | Ouest            | 14e              | Sud-Ouest        | 4e               | 22               | 60               | 26,8%            | - | Stephen Silas                  | [ 56 ]       |
| 2023-24           | 2023-24          | Ouest            | 11e              | Sud-Ouest        | 3e               | 41               | 41               | 50,0%            | - | Ime Udoka                      | [ 57 ]       |
| 2024-25           | 2024-25          | Ouest            | 2e               | Sud-Ouest        | 1er              | 52               | 30               | 63,4%            | Défaite au premier tour (Golden State, 3-4) | Ime Udoka                      | [ 58 ]       |
| Saison régulière  | Saison régulière | Saison régulière | Saison régulière | Saison régulière | Saison régulière | 2 421            | 2 267            | 51,6%            | |                                |              |
| Playoffs          | Playoffs         | Playoffs         | Playoffs         | Playoffs         | Playoffs         | 161              | 168              | 48,9%            | 2 titres NBA | 2 titres NBA                   | 2 titres NBA |